# 죠니시 레이
죠니시 레이(일본어: 上西 怜, 2001년 5월 28일 ~ )는 일본의 아이돌, 그라비아 아이돌이자 패션 모델이다. 시가현 고난시 출신다. 전 NMB48의 일원이다.
2025년 4월 10일, NMB48를 졸업하였다.